# Bestemmingsplan
Een bestemmingsplan is een beleidsdocument dat de ruimtelijke ordening bepaalt. Een bestemmingsplan geeft de "bestemming" van een gebied of de bestemmingen in dat gebied aan.
- Voor België: zie gewestplan, bijzonder plan van aanleg (bpa), ruimtelijk uitvoeringsplan
- Voor Nederland: zie Bestemmingsplan (Nederland)